# Michael Sandel
Michael Joseph Sandel (Minneapolis (Minnesota), 5 maart 1953) is een Amerikaans filosoof, gespecialiseerd in de politieke filosofie. Sandel behoort tot de communitaristische stroming binnen de politieke filosofie. Hij werd vooral bekend met zijn boek Liberalism and the Limits of Justice, dat hij in 1982 schreef als reactie op de liberale theorie die John Rawls ontwikkelde in zijn werk A Theory of Justice. In zijn kritiek stond de notie van de "unencumbered self" (het onbelaste zelf) centraal. 
Momenteel is Michael Sandel actief als professor aan de faculteit politieke wetenschappen aan de Harvard-universiteit.

## Biografie
In 1975 studeerde Sandel af aan de Brandeis University. Hij zette zijn studies verder voort als doctorandus onder Charles Taylor en ontving zes jaar later zijn doctoraat van het Balliol College te Oxford. 
Sinds 1980 geeft hij de politieke filosofie aan de Harvard University. Zijn lessen over rechtvaardigheid zijn druk bijgewoond. Al meer dan 14000 studenten kregen van Sandel een introductie tot moraal en politieke filosofie. In 1982 publiceert hij zijn bekende kritiek op John Rawls in Liberalism and the Limits of Justice. 
Na 19 jaar te hebben lesgegeven, wordt hij in 1999 benoemd tot hoogleraar aan de Harvard University. Zijn boeiende lessen leiden tot wereldwijde erkenning. In 2001 wordt hij aangesteld als gastprofessor aan de Sorbonne in Parijs. In 2008 eerde de American Political Science Association zijn capaciteiten als lesgever en werd hij uitgenodigd om de Reith Lectures te verzorgen op de BBC. Hierin besprak hij, in vier lezingen uitgezonden op de Britse radio, het onderwerp "A New Citizenship".

## Kritiek op John Rawls
Michael Sandel is bekend om zijn kritiek op de ideeën van John Rawls omtrent rechtvaardigheid, zoals uitgedrukt in diens werk A Theory of Justice. Om zijn ideeën te ontwikkelen maakt Rawls gebruik van een gedachte-experiment. Hij stelt een situatie voor, de original position genaamd, waarbij mensen beslissingen nemen over de wereld en de verdeling van welvaart. De rechtvaardigheid van die beslissingen wordt, volgens dit gedachte-experiment, gegarandeerd door een "sluier van onwetendheid" (veil of ignorance). Men beslist over de wereld zonder kennis van zijn eigen plaats in de samenleving, zijn klasse of sociale status, zijn bezittingen of capaciteiten, zijn intelligentie of sterkte, enz... Door deze "sluier" kunnen redelijke mensen komen tot een consensus over hoe de wereld er uit zou moeten zien, ongeacht hun levensbeschouwing, morele overtuigingen of persoonlijke voorkeuren. Volgens Rawls levert dit rechtvaardige beslissingen op met een rechtvaardige verdeling van welvaart. 
Sandel heeft sterke kritiek op deze sluier van onwetendheid. Volgens Sandel is het onmogelijk om rationele beslissingen te nemen zonder kennis van onze plaats in de samenleving, klasse, capaciteiten, bezittingen, enz... Meer nog, het is een volstrekt onmogelijk om een persoon voor te stellen die kan handelen of denken zonder dat hij weet heeft van al deze dingen. Zelfs hypothetisch is zo'n "unencumbered self" (een onbelast zelf) onmogelijk. 
Deze kritiek dwingt Rawls en zijn medestanders om hun centrale begrip "sluier van onwetendheid" aan te passen of op zijn minst te preciseren. Rawls en co moeten op zoek naar een mogelijkheid tot een rationele consensus in morele en politieke vraagstukken, wanneer een "ik", een individu, niet los gedacht kan worden van zijn afkomst, zijn eigenschappen, zijn overtuigingen.

## Eredoctoraten
- In 2014 ontving Sandel een eredoctoraat van de Universiteit Utrecht.
- In 2023 werd aan Sandel een eredoctoraat toegekend van de Radboud Universiteit. Deze onderscheiding ontving hij op 9 mei dat jaar.[1]

## Bestseller 60
| Boeken met noteringen in de Nederlandse Bestseller 60 | Jaar van verschijnen | Datum van binnenkomst | Hoogste positie | Aantal weken | Opmerkingen                        |
| ----------------------------------------------------- | -------------------- | --------------------- | --------------- | ------------ | ---------------------------------- |
| De tirannie van verdienste                            | 2020                 | 30-09-2020            | 26              | 2            |                                    |
| Het onbehagen in de democratie                        | 2023                 | 17-05-2023            | 46              | 1            |                                    |
| Gelijkheid                                            | 2025                 | 05-02-2025            | 31              | 3            | in samenwerking met Thomas Piketty |